# 若林ケン
若林 ケン（わかばやし けん、1945年3月12日 - ）は、日本のシャンソン歌手。栃木県出身。

## プロフィール
シャンソン喫茶「銀巴里」で「私は一人片隅で」を聴いたことをきっかけにシャンソンに目覚め、1974年に東京都新宿区歌舞伎町にバー「ペイトンプレイス」を開店、シャンソンを歌い始める。1986年に辻村ジュサブロー（現：辻村寿三郎）と出会い、人形舞とシャンソンのコラボレーションを行う。
1989年、つかこうへいに見出され、つか演出の舞台『今日子』で岸田今日子と共演後も『幕末純情伝』『熱海殺人事件 モンテカルロ・イリュージョン』と、つか芝居への出演は20年続いた。
1993年、つか原作の映画『リング・リング・リング 涙のチャンピオンベルト』に出演。
2002年、「ガラスの糸の上で」、2004年、「ボンボヤージュ」でフラメンコダンサー・長嶺ヤス子と共演。
2005年、プライベートレーベルR-visionよりCDデビュー、TV、雑誌などのマスコミに「還暦でデビューした中高年に人気のシャンソン歌手」として取り上げられる。
2007年6月、ソニー・ミュージックダイレクトより、阿久悠が最期に作詞し、都志見隆が作曲した「嘆きの天使」を含むアルバム『花束 Bouquet des chansons』でメジャー・デビュー、2007年上半期の最年長メジャー・デビューの記録となる。
2008年10月、同年代の阿木燿子作詞、宇崎竜童作曲による「街角の母」をリリース。
2009年、河村シゲルの呼びかけで、戦後、吉原私娼が残した文芸集『明るい谷間』の復刻プロジェクト、「あさき夢みし」に参加。同タイトルの書籍・音楽CD・ステージに参加。同タイトルCDは同年9月9日発売。
2016年、日本シャンソン協会に所属。バー「ペイトンプレイス」閉店。
2017年、河村シゲルプロデュースの下、YouTube文芸で世界に向け朗読を発信。
2018年、日本シャンソン協会主催プリセリーズ、NHKパリ祭に出演。
2021年5月から、その表現力を活かした昭和歌謡の曲を、毎日1曲ずつ自身のYouTubeチャンネル「昭和歌謡シアター たまに平成の歌 若林ケン」で公開。
東京芸術劇場、サントリーホール、草月ホール等、劇場コンサート、新宿シャンパーニュ、上野池之端Qui、新宿エトワール、銀座蛙たちなどのシャンソニエでライブ活動中。地方での公演も積極的に行っている。
「シャンソンは、歌と芝居の中間」と位置づけ、上手に歌うのではなく、聴いている者の心を揺り動かしたいというモットーで、日々活動している。聴く者を泣かせるなど、聴衆の心を動かす表現力で、独自の世界を創り上げている。
最近では、聴衆の心を動かす表現方法を後進に指導することを始め、指導を受けた者が3名、東京シャンソンコンクールなどのコンクールでグランプリを受賞している。

## ディスコグラフィー
- まるでお芝居のようだった･･･（1994年 SE SYSTEM INC）廃盤
- CHANSON THEATER（2005年3月、R-vision）
- CHANSON THEATER PRELUDE（2006年10月、R-vision）
- 花束 Bouquet des chansons（2007年6月、ソニー・ミュージックダイレクト）[3]
- 雪が降る（2007年11月、ソニー・ミュージックダイレクト）[4]
- 街角の母（2008年10月29日、ソニー・ミュージックダイレクト）[5]
- あさき夢みし（2009年9月9日、Aaronfield）

## 関連書籍
- 吉岡逸夫『嘆きの天使 魂のシャンソン歌手 若林ケン - 僕は一人の娼婦になる』（KKロングセラーズ）
- 河村シゲル・若林ケン『あさき夢みし』（大洋図書）

## ラジオ
- さくらのブロラジ（2007年 ラジオ関西）[6]（視聴可能）